# Deuxième circonscription de la Vienne
La deuxième circonscription de la Vienne est l'une des 4 circonscriptions législatives françaises que compte le département de la Vienne (86) situé en région Nouvelle-Aquitaine.

## Description géographique et démographique

### De 1958 à 1986
La deuxième circonscription de la Vienne était composée de :
- canton de Châtellerault
- canton de Dangé
- canton de Leigné-sur-Usseau
- canton de Lencloître
- canton de Loudun
- canton de Moncontour
- canton de Monts-sur-Guesnes
- canton de Pleumartin
- canton des Trois-Moutiers
- canton de Vouneuil-sur-Vienne.

Source : Journal Officiel du 14-15 Octobre 1958.

### Depuis 1988
La deuxième circonscription de la Vienne est délimitée par le découpage électoral de la loi no 86-1197 du 24 novembre 1986
, elle regroupe les divisions administratives suivantes :
- canton de Poitiers-III
- canton de Poitiers-IV
- canton de Poitiers-V
- canton de Poitiers-VI
- canton de La Villedieu-du-Clain
- canton de Vivonne
- canton de Vouillé.

L'adoption de l'ordonnance no 2009-935 du 29 juillet 2009, ratifiée par le Parlement français le 21 janvier 2010, ne modifie pas la composition de la circonscription. Cependant, le redécoupage cantonal de 2014 modifie le nom des cantons composants la circonscription. Ainsi, la circonscription est depuis lors composée des cantons de Poitiers-1, Poitiers-4, Poitiers-5, Vivonne et Vouneuil-sous-Biard.
D'après le recensement général de la population en 1999, réalisé par l'Institut national de la statistique et des études économiques (INSEE), la population totale de cette circonscription est estimée à 104 845 habitants,.

## Historique des députations
| Législature | Début de mandat | Fin de mandat  | Député                    | Parti politique | Observations |
| ----------- | --------------- | -------------- | ------------------------- | --------------- | --- |
| Ire         | 9 décembre 1958 | 9 octobre 1962 | Ernest Bouchet            | UNR             | Mandat écourté à la suite d'une dissolution parlementaire décidée par Charles de Gaulle.                                                                        |
| IIe         | 6 décembre 1962 | 2 avril 1967   | Pierre Abelin             | MRP             | |
| IIIe        | 3 avril 1967    | 30 mai 1968    | Pierre Abelin             | CD              | Mandat écourté à la suite d'une dissolution parlementaire décidée par Charles de Gaulle.                                                                        |
| IVe         | 11 juillet 1968 | 1er avril 1973 | Pierre Abelin             | CD              | |
| Ve          | 2 avril 1973    | 2 avril 1978   | Pierre Abelin             | CD              | |
| VIe         | 3 avril 1978    | 22 mai 1981    | Jean-Pierre Abelin        | UDF             | Mandat écourté à la suite d'une dissolution parlementaire décidée par François Mitterrand.                                                                      |
| VIIe        | 2 juillet 1981  | 1er avril 1986 | Édith Cresson Marc Verdon | PS              | Nommée au Gouvernement, son suppléant lui succède deux jours après la démission de la titulaire, soit le 25 juillet 1981, et ce jusqu'à la fin de la mandature. |
| VIIIe       | 2 avril 1986    | 14 mai 1988    | Aucun                     | Aucun           | Proportionnelle par département, pas de député par circonscription. Mandat écourté à la suite d'une dissolution parlementaire décidée par François Mitterrand.  |
| IXe         | 23 juin 1988    | 1er avril 1993 | Jean-Yves Chamard         | RPR             | |
| Xe          | 2 avril 1993    | 21 avril 1997  | Jean-Yves Chamard,        | RPR,            | Mandat écourté à la suite d'une dissolution parlementaire décidée par Jacques Chirac.                                                                           |
| XIe         | 12 juin 1997    | 18 juin 2002   | Philippe Decaudin         | PS              | |
| XIIe        | 19 juin 2002    | 19 juin 2007   | Jean-Yves Chamard,        | UMP,            | |
| XIIIe       | 20 juin 2007    | 19 juin 2012   | Catherine Coutelle        | PS              | |
| XIVe        | 20 juin 2012    | 20 juin 2017   | Catherine Coutelle        | PS              | |
| XVe         | 21 juin 2017    | 21 juin 2022   | Sacha Houlié              | LREM            | |
| XVIe        | 22 juin 2022    | 9 juin 2024    | Sacha Houlié              | LREM            | Mandat écourté à la suite d'une dissolution parlementaire décidée par Emmanuel Macron.                                                                          |
| XVIIe       | 8 juillet 2024  | En cours       | Sacha Houlié              | RE              | |

## Historique des élections

### Élections de 1958
| Candidat       | Candidat           | Parti          | Premier tour | Premier tour | Second tour | Second tour |  |
| Candidat       | Candidat           | Parti          | Voix         | %            | Voix        | %           |  |
| -------------- | ------------------ | -------------- | ------------ | ------------ | ----------- | ----------- |  |
|                | Pierre Abelin      | MRP            | 15 647       | 33,33        | 18 606      | 40,32       |  |
|                | Ernest Bouchet élu | UNR            | 14 172       | 30,19        | 21 137      | 45,81       |  |
|                | Guy Parthenay      | Modérés        | 7 043        | 15           | Retrait     | Retrait     |  |
|                | Paul Jamain        | PCF            | 6 610        | 14,08        | 6 400       | 13,87       |  |
|                | Jean Vergnaud      | SFIO           | 3 469        | 7,39         | Retrait     | Retrait     |  |
|                |                    |                |              |              |             |             |  |
| Inscrits       | Inscrits           | Inscrits       | 62 791       | 100,00       | 62 819      | 100,00      |  |
| Abstentions    | Abstentions        | Abstentions    | 14 638       | 23,31        | 15 851      | 25,23       |  |
| Votants        | Votants            | Votants        | 48 153       | 76,69        | 46 968      | 74,77       |  |
| Blancs et nuls | Blancs et nuls     | Blancs et nuls | 1 212        | 2,52         | 825         | 1,76        |  |
| Exprimés       | Exprimés           | Exprimés       | 46 941       | 97,48        | 46 143      | 98,24       |  |

Le suppléant d'Ernest Bouchet était André Colas, médecin électro-radiologiste, conseiller municipal de Loudun.

### Élections de 1962
| Candidat       | Candidat               | Parti          | Premier tour | Premier tour | Second tour | Second tour |  |
| Candidat       | Candidat               | Parti          | Voix         | %            | Voix        | %           |  |
| -------------- | ---------------------- | -------------- | ------------ | ------------ | ----------- | ----------- |  |
|                | Pierre Abelin élu      | MRP            | 17 908       | 46,44        | 22 873      | 54,73       |  |
|                | Ernest Bouchet sortant | UNR-UDT        | 9 617        | 24,94        | 10 877      | 26,02       |  |
|                | Paul Jamain            | PCF            | 6 069        | 15,74        | 8 046       | 19,25       |  |
|                | Pierre Marie           | Radcent        | 3 507        | 9,09         | Retrait     | Retrait     |  |
|                | Jean-Paul Vergnaud     | SFIO           | 1 461        | 3,79         |             |             |  |
|                |                        |                |              |              |             |             |  |
| Inscrits       | Inscrits               | Inscrits       | 62 148       | 100,00       | 62 620      | 100,00      |  |
| Abstentions    | Abstentions            | Abstentions    | 22 353       | 35,97        | 19 691      | 31,45       |  |
| Votants        | Votants                | Votants        | 39 795       | 64,03        | 42 929      | 68,55       |  |
| Blancs et nuls | Blancs et nuls         | Blancs et nuls | 1 233        | 3,1          | 1 133       | 2,64        |  |
| Exprimés       | Exprimés               | Exprimés       | 38 562       | 96,9         | 41 796      | 97,36       |  |

Le suppléant de Pierre Abelin était René Monory, conseiller général, maire de Loudun.

### Élections de 1967
| Candidat       | Candidat                    | Parti          | Premier tour | Premier tour | Second tour | Second tour |  |
| Candidat       | Candidat                    | Parti          | Voix         | %            | Voix        | %           |  |
| -------------- | --------------------------- | -------------- | ------------ | ------------ | ----------- | ----------- |  |
|                | Pierre Abelin sortant réélu | CD (PDM)       | 24 070       | 49,87        | 24 761      | 52,6        |  |
|                | Paul Fromonteil             | PCF            | 14 424       | 29,88        | 14 473      | 30,75       |  |
|                | Charles Gombault            | UD-Ve          | 9 772        | 20,25        | 7 838       | 16,65       |  |
|                |                             |                |              |              |             |             |  |
| Inscrits       | Inscrits                    | Inscrits       | 63 006       | 100,00       | 62 996      | 100,00      |  |
| Abstentions    | Abstentions                 | Abstentions    | 13 081       | 20,76        | 15 018      | 23,84       |  |
| Votants        | Votants                     | Votants        | 49 925       | 79,24        | 47 978      | 76,16       |  |
| Blancs et nuls | Blancs et nuls              | Blancs et nuls | 1 659        | 3,32         | 906         | 1,89        |  |
| Exprimés       | Exprimés                    | Exprimés       | 48 266       | 96,68        | 47 072      | 98,11       |  |

Le suppléant de Pierre Abelin était René Monory.

### Élections de 1968
| Candidat       | Candidat                    | Parti          | Premier tour | Premier tour | Second tour | Second tour |  |
| Candidat       | Candidat                    | Parti          | Voix         | %            | Voix        | %           |  |
| -------------- | --------------------------- | -------------- | ------------ | ------------ | ----------- | ----------- |  |
|                | Pierre Abelin sortant réélu | CD (PDM)       | 21 555       | 44,98        | 21 677      | 46,65       |  |
|                | Victor Rochenoir            | UDR (URP)      | 14 179       | 29,59        | 15 289      | 32,9        |  |
|                | Paul Fromonteil             | PCF            | 10 139       | 21,16        | 9 502       | 20,45       |  |
|                | André Chabane               | PSU            | 2 048        | 4,27         |             |             |  |
|                |                             |                |              |              |             |             |  |
| Inscrits       | Inscrits                    | Inscrits       | 62 115       | 100,00       | 62 098      | 100,00      |  |
| Abstentions    | Abstentions                 | Abstentions    | 13 184       | 21,23        | 14 981      | 24,12       |  |
| Votants        | Votants                     | Votants        | 48 931       | 78,77        | 47 117      | 75,88       |  |
| Blancs et nuls | Blancs et nuls              | Blancs et nuls | 1 010        | 2,06         | 649         | 1,38        |  |
| Exprimés       | Exprimés                    | Exprimés       | 47 921       | 97,94        | 46 468      | 98,62       |  |

Le suppléant de Pierre Abelin était René Monory. René Monory est élu sénateur en 1968.

### Élections de 1973
| Candidat       | Candidat                    | Parti          | Premier tour | Premier tour | Second tour | Second tour |  |
| Candidat       | Candidat                    | Parti          | Voix         | %            | Voix        | %           |  |
| -------------- | --------------------------- | -------------- | ------------ | ------------ | ----------- | ----------- |  |
|                | Pierre Abelin sortant réélu | CD (MR)        | 18 571       | 36,9         | 29 909      | 60,81       |  |
|                | Michel Montenay             | UDR (URP)      | 12 518       | 24,88        | 59          | 0,12        |  |
|                | Paul Fromonteil             | PCF            | 11 674       | 23,2         | 19 215      | 39,07       |  |
|                | Henri Charrieau             | PS (UGSD)      | 7 559        | 15,02        | Retrait     | Retrait     |  |
|                |                             |                |              |              |             |             |  |
| Inscrits       | Inscrits                    | Inscrits       | 64 408       | 100,00       | 64 404      | 100,00      |  |
| Abstentions    | Abstentions                 | Abstentions    | 12 592       | 19,55        | 12 948      | 20,1        |  |
| Votants        | Votants                     | Votants        | 51 816       | 80,45        | 51 456      | 79,9        |  |
| Blancs et nuls | Blancs et nuls              | Blancs et nuls | 1 494        | 2,88         | 2 273       | 4,42        |  |
| Exprimés       | Exprimés                    | Exprimés       | 50 322       | 97,12        | 49 183      | 95,58       |  |

Le suppléant de Pierre Abelin était Robert Gourault, conseiller général du canton des Trois-Moutiers, maire de Vézières. Robert Gourault remplaça Pierre Abelin, nommé membre du gouvernement, du 29 juin 1974 au 30 août 1975. Il décéda le 30 août 1975.

### Élection partielle du 12 et 19 octobre 1975
| Candidat                                             | Candidat          | Parti          | Premier tour | Premier tour | Second tour | Second tour |  |
| Candidat                                             | Candidat          | Parti          | Voix         | %            | Voix        | %           |  |
| ---------------------------------------------------- | ----------------- | -------------- | ------------ | ------------ | ----------- | ----------- |  |
|                                                      | Pierre Abelin élu | CD             | 21 467       | 49,41        | 27 418      | 52,60       |  |
|                                                      | Édith Cresson     | PS             | 9 775        | 22,50        | 24 700      | 47,39       |  |
|                                                      | Paul Fromonteil   | PCF            | 9 339        | 21,49        | Retrait     | Retrait     |  |
|                                                      | André Roussel     | MDD            | 1 982        | 4,56         |             |             |  |
|                                                      | Robert Cerisier   | LO             | 683          | 1,57         |             |             |  |
|                                                      | Jean Hourcq       | Extrême droite | 196          | 0,45         |             |             |  |
|                                                      |                   |                |              |              |             |             |  |
| Inscrits                                             | Inscrits          | Inscrits       | 69 836       | 100,00       | 69 789      | 100,00      |  |
| Abstentions                                          | Abstentions       | Abstentions    | 25 336       | 36,28        | 16 365      | 23,45       |  |
| Votants                                              | Votants           | Votants        | 44 500       | 63,72        | 53 424      | 76,55       |  |
| Blancs et nuls                                       | Blancs et nuls    | Blancs et nuls | 1 058        | 2,38         | 1 306       | 2,44        |  |
| Exprimés                                             | Exprimés          | Exprimés       | 43 442       | 97,62        | 52 118      | 97,56       |  |
| Source : Le Monde, éditions des 14 et 21 octobre1975 |                   |                |              |              |             |             |  |

Le suppléant de Pierre Abelin était Jean-Jacques Fouqueteau, gérant de société, conseiller municipal de Loudun. Jean-Jacques Fouqueteau remplaça Pierre Abelin, membre du gouvernement, du 20 novembre 1975 au 23 mai 1977. Pierre Abelin décéda le 23 mai 1977 et J.J. Fouqueteau le remplaça jusqu'au 2 avril 1978.

### Élections de 1978
| Candidat       | Candidat               | Parti          | Premier tour | Premier tour | Second tour | Second tour |  |
| Candidat       | Candidat               | Parti          | Voix         | %            | Voix        | %           |  |
| -------------- | ---------------------- | -------------- | ------------ | ------------ | ----------- | ----------- |  |
|                | Jean-Pierre Abelin élu | UDF (CDS)      | 22 959       | 37,77        | 33 156      | 52,11       |  |
|                | Édith Cresson          | PS             | 15 753       | 25,91        | 30 467      | 47,89       |  |
|                | Paul Fromonteil        | PCF            | 10 940       | 18           | Retrait     | Retrait     |  |
|                | Michel Montenay        | RPR            | 8 087        | 13,3         |             |             |  |
|                | Robert Cerisier        | LO             | 1 025        | 1,69         |             |             |  |
|                | Guy Gouiller           | Rad            | 771          | 1,27         |             |             |  |
|                | Jean-Claude Serre      | PFN            | 753          | 1,24         |             |             |  |
|                | G. Guérin              | LCR            | 506          | 0,83         |             |             |  |
|                |                        |                |              |              |             |             |  |
| Inscrits       | Inscrits               | Inscrits       | 74 456       | 100,00       | 74 449      | 100,00      |  |
| Abstentions    | Abstentions            | Abstentions    | 12 095       | 16,24        | 9 773       | 13,13       |  |
| Votants        | Votants                | Votants        | 62 361       | 83,76        | 64 676      | 86,87       |  |
| Blancs et nuls | Blancs et nuls         | Blancs et nuls | 1 567        | 2,51         | 1 053       | 1,63        |  |
| Exprimés       | Exprimés               | Exprimés       | 60 794       | 97,49        | 63 623      | 98,37       |  |

Le suppléant de Jean-Pierre Abelin était Jean-Jacques Fouqueteau.

### Élections de 1981
| Candidat       | Candidat                   | Parti              | Premier tour | Premier tour | Second tour | Second tour |  |
| Candidat       | Candidat                   | Parti              | Voix         | %            | Voix        | %           |  |
| -------------- | -------------------------- | ------------------ | ------------ | ------------ | ----------- | ----------- |  |
|                | Édith Cresson élue         | PS                 | 23 086       | 42,93        | 34 368      | 57,51       |  |
|                | Jean-Pierre Abelin sortant | UDF (CDS)          | 22 180       | 41,24        | 25 393      | 42,49       |  |
|                | Paul Fromonteil            | PCF                | 6 499        | 12,08        |             |             |  |
|                | Dominique Noble            | PSU                | 934          | 1,74         |             |             |  |
|                | Jean-Claude Serre          | PFN                | 620          | 1,15         |             |             |  |
|                | Guy Gouiller               | Divers gauche (CG) | 463          | 0,86         |             |             |  |
|                |                            |                    |              |              |             |             |  |
| Inscrits       | Inscrits                   | Inscrits           | 77 450       | 100,00       | 77 448      | 100,00      |  |
| Abstentions    | Abstentions                | Abstentions        | 22 311       | 28,81        | 16 504      | 21,31       |  |
| Votants        | Votants                    | Votants            | 55 139       | 71,19        | 60 944      | 78,69       |  |
| Blancs et nuls | Blancs et nuls             | Blancs et nuls     | 1 357        | 2,46         | 1 183       | 1,94        |  |
| Exprimés       | Exprimés                   | Exprimés           | 53 782       | 97,54        | 59 761      | 98,06       |  |

Le suppléant d'Édith Cresson était Marc Verdon, professeur, maire de Mouterre-Silly. Marc Verdon remplaça Edith Cresson, nommée membre du gouvernement, du 25 juillet 1981 au 1er avril 1986.

### Élections de 1988
| Candidat       | Candidat              | Parti                      | Premier tour | Premier tour | Second tour | Second tour |  |
| Candidat       | Candidat              | Parti                      | Voix         | %            | Voix        | %           |  |
| -------------- | --------------------- | -------------------------- | ------------ | ------------ | ----------- | ----------- |  |
|                | Jean-Yves Chamard élu | RPR (URC)                  | 18 246       | 45,43        | 22 291      | 51,27       |  |
|                | Alain Claeys          | PS                         | 15 465       | 38,51        | 21 190      | 48,73       |  |
|                | Jean-Jacques Pensec   | PCF                        | 2 657        | 6,62         |             |             |  |
|                | Claude Rouquet        | FN                         | 2 131        | 5,31         |             |             |  |
|                | Patrice Millet        | Extrême gauche             | 833          | 2,07         |             |             |  |
|                | Dominique Brouard     | Divers gauche (Maj. prés.) | 829          | 2,06         |             |             |  |
|                |                       |                            |              |              |             |             |  |
| Inscrits       | Inscrits              | Inscrits                   | 61 686       | 100,00       | 62 378      | 100,00      |  |
| Abstentions    | Abstentions           | Abstentions                | 20 683       | 33,53        | 18 079      | 28,98       |  |
| Votants        | Votants               | Votants                    | 41 003       | 66,47        | 44 299      | 71,02       |  |
| Blancs et nuls | Blancs et nuls        | Blancs et nuls             | 842          | 2,05         | 818         | 1,85        |  |
| Exprimés       | Exprimés              | Exprimés                   | 40 161       | 97,95        | 43 481      | 98,15       |  |

Le suppléant de Jean-Yves Chamard était Claude Bertaud, directeur de maison familiale rurale, conseiller général du canton de Vouillé, maire de Benassay.

### Élections de 1993
|                       | Jean-Yves Chamard sortant réélu | RPR (UPF)      | 22 257 | 52,72  |  |  |  |
|                       | Alain Claeys                    | PS (ADFP)      | 9 349  | 22,14  |  |  |  |
|                       | Jean-Pierre Souil               | GÉ (EÉ)        | 3 381  | 8,01   |  |  |  |
|                       | Georges La Planeta              | FN             | 2 864  | 6,78   |  |  |  |
|                       | Michel Bodin                    | PCF            | 2 166  | 5,13   |  |  |  |
|                       | Corine Capdeguy                 | LT-LNÉ         | 1 170  | 2,77   |  |  |  |
|                       | Patrice Millet                  | SÉGA           | 1 033  | 2,45   |  |  |  |
|                       |                                 |                |        |        |  |  |  |
| Inscrits              | Inscrits                        | Inscrits       | 64 013 | 100,00 |  |  |  |
| Abstentions           | Abstentions                     | Abstentions    | 19 288 | 30,13  |  |  |  |
| Votants               | Votants                         | Votants        | 44 725 | 69,87  |  |  |  |
| Blancs et nuls        | Blancs et nuls                  | Blancs et nuls | 2 505  | 5,6    |  |  |  |
| Exprimés              | Exprimés                        | Exprimés       | 42 220 | 94,4   |  |  |  |
| Source : Data.gouv.fr |                                 |                |        |        |  |  |  |

Le suppléant de Jean-Yves Chamard était Claude Bertaud.

### Élections de 1997
| Candidat       | Candidat                  | Parti          | Premier tour | Premier tour | Second tour | Second tour |  |
| Candidat       | Candidat                  | Parti          | Voix         | %            | Voix        | %           |  |
| -------------- | ------------------------- | -------------- | ------------ | ------------ | ----------- | ----------- |  |
|                | Jean-Yves Chamard sortant | RPR            | 15 985       | 36,81        | 22 466      | 48,50       |  |
|                | Philippe Decaudin élu     | PS (PRS)       | 14 430       | 33,23        | 23 852      | 51,50       |  |
|                | Claude Rouquet            | FN             | 3 753        | 8,64         |             |             |  |
|                | Michel Bodin              | PCF            | 2 850        | 6,56         |             |             |  |
|                | Daniel Lhomond            | Les Verts      | 2 481        | 5,71         |             |             |  |
|                | Marie de Mascureau        | LDI (MPF)      | 1 492        | 3,44         |             |             |  |
|                | Muriel Saillard           | GÉ             | 1 422        | 3,27         |             |             |  |
|                | Nadine Courilleau         | LCR            | 1 010        | 2,33         |             |             |  |
|                |                           |                |              |              |             |             |  |
| Inscrits       | Inscrits                  | Inscrits       | 65 454       | 100,00       | 65 443      | 100,00      |  |
| Abstentions    | Abstentions               | Abstentions    | 19 622       | 29,98        | 16 768      | 25,62       |  |
| Votants        | Votants                   | Votants        | 45 832       | 70,02        | 48 675      | 74,38       |  |
| Blancs et nuls | Blancs et nuls            | Blancs et nuls | 2 409        | 5,26         | 2 357       | 4,84        |  |
| Exprimés       | Exprimés                  | Exprimés       | 43 423       | 94,74        | 46 318      | 95,16       |  |

Le suppléant de Philippe Decaudin était Pierre Cartraud, professeur à l'École supérieure d'ingénieurs de Poitiers, maire adjoint de La Villedieu-du-Clain, Président de la Communauté de communes de la région de La Villedieu-du-Clain, conseiller général du canton de La Villedieu-du-Clain.

### Élections de 2002
| Candidat       | Candidat                 | Parti            | Premier tour | Premier tour | Second tour | Second tour |  |
| Candidat       | Candidat                 | Parti            | Voix         | %            | Voix        | %           |  |
| -------------- | ------------------------ | ---------------- | ------------ | ------------ | ----------- | ----------- |  |
|                | Jean-Yves Chamard élu    | UMP              | 20 979       | 44,70        | 23 512      | 53,73       |  |
|                | Françoise Decaudin       | PS               | 14 937       | 31,82        | 20 248      | 46,27       |  |
|                | Marie Legrand            | Les Verts        | 3 116        | 6,64         |             |             |  |
|                | Maxime Labesse           | FN               | 2 236        | 4,76         |             |             |  |
|                | Charles Ottavy           | CPNT             | 1 593        | 3,39         |             |             |  |
|                | Catherine Bodin          | PCF              | 955          | 2,03         |             |             |  |
|                | Marie Legrand            | LCR              | 737          | 1,57         |             |             |  |
|                | Michel Lacroix           | Pôle républicain | 543          | 1,16         |             |             |  |
|                | Marie-Aline de Mascureau | MPF              | 537          | 1,14         |             |             |  |
|                | Christine Lourdaux       | LO               | 515          | 1,10         |             |             |  |
|                | Henry Feral              | Extrême gauche   | 223          | 0,48         |             |             |  |
|                | Jacqueline Garnier       | MNR              | 222          | 0,47         |             |             |  |
|                | Guy Bocquier             | Divers droite    | 201          | 0,43         |             |             |  |
|                | Thierry Mirebeau         | Divers gauche    | 142          | 0,30         |             |             |  |
|                |                          |                  |              |              |             |             |  |
| Inscrits       | Inscrits                 | Inscrits         | 69 173       | 100,00       | 62 378      | 100,00      |  |
| Abstentions    | Abstentions              | Abstentions      | 2            | 0            | 17 226      | 27,62       |  |
| Votants        | Votants                  | Votants          | 69 171       | 100          | 45 152      | 72,38       |  |
| Blancs et nuls | Blancs et nuls           | Blancs et nuls   | 22 235       | 32,14        | 1 392       | 3,08        |  |
| Exprimés       | Exprimés                 | Exprimés         | 46 936       | 67,86        | 43 760      | 96,92       |  |

La suppléante de Jean-Yves Chamard était Martine Apercé, médecin spécialiste, militante associative, de Poitiers.

### Élections de 2007
| Candidat       | Candidat                  | Parti          | Premier tour | Premier tour | Second tour | Second tour |  |
| Candidat       | Candidat                  | Parti          | Voix         | %            | Voix        | %           |  |
| -------------- | ------------------------- | -------------- | ------------ | ------------ | ----------- | ----------- |  |
|                | Jean-Yves Chamard sortant | UMP            | 18 521       | 40,15        | 20 699      | 44,94       |  |
|                | Catherine Coutelle élue   | PS             | 15 952       | 34,58        | 25 358      | 55,06       |  |
|                | Françoise Colleau         | UDF–MoDem      | 3 929        | 8,52         |             |             |  |
|                | Robert Rochaud            | Les Verts      | 1 963        | 4,26         |             |             |  |
|                | Valérie Soumaille         | LCR            | 1 424        | 3,09         |             |             |  |
|                | Françoise Poteau          | PCF            | 1 300        | 2,82         |             |             |  |
|                | Hubert Adeline            | FN             | 929          | 2,01         |             |             |  |
|                | Marie-Aline de Mascureau  | MPF            | 704          | 1,53         |             |             |  |
|                | Magalie Tillet            | LT-LNÉ         | 629          | 1,36         |             |             |  |
|                | Christine Lourdaux        | LO             | 459          | 0,99         |             |             |  |
|                | Laure Brard               | Divers         | 323          | 0,70         |             |             |  |
|                |                           |                |              |              |             |             |  |
| Inscrits       | Inscrits                  | Inscrits       | 73 476       | 100,00       | 73 476      | 100,00      |  |
| Abstentions    | Abstentions               | Abstentions    | 26 493       | 36,06        | 26 206      | 35,67       |  |
| Votants        | Votants                   | Votants        | 46 983       | 63,94        | 47 270      | 64,33       |  |
| Blancs et nuls | Blancs et nuls            | Blancs et nuls | 850          | 1,81         | 1 213       | 2,57        |  |
| Exprimés       | Exprimés                  | Exprimés       | 46 133       | 98,19        | 46 057      | 97,43       |  |

### Élections de 2012
| Candidat       | Candidat                           | Parti                      | Premier tour | Premier tour | Second tour | Second tour |  |
| Candidat       | Candidat                           | Parti                      | Voix         | %            | Voix        | %           |  |
| -------------- | ---------------------------------- | -------------------------- | ------------ | ------------ | ----------- | ----------- |  |
|                | Catherine Coutelle sortante réélue | PS                         | 20 832       | 47,32        | 26 485      | 63,24       |  |
|                | Olivier Chartier                   | UMP                        | 11 867       | 26,96        | 15 392      | 36,76       |  |
|                | Hubert Adeline                     | FN                         | 3 318        | 7,54         |             |             |  |
|                | Thierry Mirebeau                   | FG (PG)                    | 2 700        | 6,13         |             |             |  |
|                | Marie-Madeleine Joubert            | EÉLV                       | 1 674        | 3,80         |             |             |  |
|                | Nathalie Guillet                   | MoDem                      | 1 236        | 2,81         |             |             |  |
|                | Nicole Dedryver                    | Divers droite (PCD)        | 514          | 1,17         |             |             |  |
|                | Magalie Tillet                     | Divers écologiste (LT-LNÉ) | 408          | 0,93         |             |             |  |
|                | Frédéric Bouchareb                 | Divers écologiste (Cap21)  | 406          | 0,92         |             |             |  |
|                | Maryse Desbourdes                  | Extrême gauche (NPA, Alt)  | 381          | 0,87         |             |             |  |
|                | Aicha Houssein                     | Divers droite (DLR)        | 249          | 0,57         |             |             |  |
|                | François Barère                    | Extrême gauche (LO)        | 187          | 0,42         |             |             |  |
|                | Maxence Lagalle                    | Divers (Pirate)            | 173          | 0,39         |             |             |  |
|                | Magdeleine Solas                   | Divers écologiste (AÉI)    | 78           | 0,18         |             |             |  |
|                |                                    |                            |              |              |             |             |  |
| Inscrits       | Inscrits                           | Inscrits                   | 75 580       | 100,00       | 75 571      | 100,00      |  |
| Abstentions    | Abstentions                        | Abstentions                | 30 846       | 40,81        | 32 281      | 42,72       |  |
| Votants        | Votants                            | Votants                    | 44 734       | 59,19        | 43 290      | 57,28       |  |
| Blancs et nuls | Blancs et nuls                     | Blancs et nuls             | 711          | 1,59         | 1 413       | 3,26        |  |
| Exprimés       | Exprimés                           | Exprimés                   | 44 023       | 98,41        | 41 877      | 96,74       |  |

### Élections de 2017
|                                                                           |                                                                              |                           |                           |                          |                          |
|                                                                           |                                                                              | Premier tour 11 juin 2017 | Premier tour 11 juin 2017 | Second tour 18 juin 2017 | Second tour 18 juin 2017 |
|                                                                           |                                                                              |                           |                           |                          |                          |
|                                                                           |                                                                              | Nombre                    | % des inscrits            | Nombre                   | % des inscrits           |
| Inscrits                                                                  | Inscrits                                                                     | 77 515                    | 100,00                    | 77 522                   | 100,00                   |
| Abstentions                                                               | Abstentions                                                                  | 36 428                    | 46,99                     | 43 855                   | 56,57                    |
| Votants                                                                   | Votants                                                                      | 41 087                    | 53,01                     | 33 667                   | 43,43                    |
|                                                                           |                                                                              |                           | % des votants             |                          | % des votants            |
| Bulletins blancs                                                          | Bulletins blancs                                                             | 649                       | 1,58                      | 3 683                    | 10,94                    |
| Bulletins nuls                                                            | Bulletins nuls                                                               | 255                       | 0,62                      | 1 300                    | 3,86                     |
| Suffrages exprimés                                                        | Suffrages exprimés                                                           | 40 183                    | 97,80                     | 28 684                   | 85,20                    |
|                                                                           |                                                                              |                           |                           |                          |                          |
| Candidat Étiquette politique (partis et alliances)                        | Candidat Étiquette politique (partis et alliances)                           | Voix                      | % des exprimés            | Voix                     | % des exprimés           |
|                                                                           |                                                                              |                           |                           |                          |                          |
|                                                                           | Sacha Houlié La République en marche                                         | 16 776                    | 41,75                     | 19 423                   | 67,71                    |
|                                                                           | Olivier Chartier Les Républicains (Union des démocrates et indépendants)     | 5 684                     | 14,15                     | 9 261                    | 32,29                    |
|                                                                           | Frédéric Abrachkoff La France insoumise                                      | 5 507                     | 13,70                     |                          |                          |
|                                                                           | Patricia Persico Parti socialiste                                            | 3 454                     | 8,60                      |                          |                          |
|                                                                           | Pascale Bordin Front national                                                | 3 256                     | 8,10                      |                          |                          |
|                                                                           | Yoann Magneron Europe Écologie Les Verts                                     | 1 961                     | 4,88                      |                          |                          |
|                                                                           | Christian Michot Parti communiste français                                   | 1 023                     | 2,55                      |                          |                          |
|                                                                           | Marie-Dolores Prost Divers (La France en mouvement)                          | 510                       | 1,27                      |                          |                          |
|                                                                           | Jeannine Mazzoleni-Moyse Debout la France                                    | 472                       | 1,17                      |                          |                          |
|                                                                           | Céline Bousquet Divers (#MaVoix)                                             | 398                       | 0,99                      |                          |                          |
|                                                                           | Marie-Aline de Mascureau Extrême droite (Souveraineté, identité et libertés) | 331                       | 0,82                      |                          |                          |
|                                                                           | Magali Delamour Divers (Parti du vote blanc)                                 | 259                       | 0,64                      |                          |                          |
|                                                                           | François Barère Lutte ouvrière                                               | 256                       | 0,64                      |                          |                          |
|                                                                           | Nicolas Laurenceau Divers (Union populaire républicaine)                     | 223                       | 0,55                      |                          |                          |
|                                                                           | Cyril Rousseau Écologiste (Mouvement 100 %)                                  | 73                        | 0,18                      |                          |                          |
| Source : Ministère de l'Intérieur - Deuxième circonscription de la Vienne |                                                                              |                           |                           |                          |                          |

### Élections de 2022
| Résultats des élections législatives des 12 et 19 juin 2022 de la 2e circonscription de la Vienne |                          |                          |              |              |             |             |
| Candidat                                                                                          | Candidat                 | Parti et coalition       | Premier tour | Premier tour | Second tour | Second tour |
| Candidat                                                                                          | Candidat                 | Parti et coalition       | Voix         | %            | Voix        | %           |
|                                                                                                   | Sacha Houlié             | LREM (ENS)               | 15 416       | 36,83        | 20 267      | 51,19       |
|                                                                                                   | Valérie Soumaille        | LFI (NUPES)              | 14 394       | 34,39        | 19 325      | 48,81       |
|                                                                                                   | Céline Philippe          | RN                       | 5 641        | 13,48        |             |             |
|                                                                                                   | Frédéric Bouchareb       | MDP                      | 1 881        | 4,49         |             |             |
|                                                                                                   | Marie-Dolorès Prost      | REC                      | 1 766        | 4,22         |             |             |
|                                                                                                   | Aurélien Dessaux         | DXD                      | 1 184        | 2,83         |             |             |
|                                                                                                   | Roselyne du Chambon      | LP (UPF)                 | 536          | 1,28         |             |             |
|                                                                                                   | Agnès Chauvin            | LO                       | 490          | 1,17         |             |             |
|                                                                                                   | Carridy Mayenga          | PA                       | 485          | 1,16         |             |             |
|                                                                                                   | Soifidine Ousseni        | UDMF                     | 58           | 0,14         |             |             |
|                                                                                                   | Maryse Ferreira          | DVG                      | 2            | 0,00         |             |             |
| Votes valides                                                                                     | Votes valides            | Votes valides            | 41 853       | 97,49        | 39 592      | 93,55       |
| Votes blancs                                                                                      | Votes blancs             | Votes blancs             | 780          | 1,82         | 1 877       | 4,44        |
| Votes nuls                                                                                        | Votes nuls               | Votes nuls               | 298          | 0,69         | 852         | 2,01        |
| Total                                                                                             | Total                    | Total                    | 42 931       | 100          | 42 321      | 100         |
| Abstention                                                                                        | Abstention               | Abstention               | 36 558       | 45,99        | 37 201      | 46,78       |
| Inscrits / participation                                                                          | Inscrits / participation | Inscrits / participation | 79 489       | 54,01        | 79 522      | 53,22       |

### Élections de 2024
| Candidat                 | Candidat                 | Parti et coalition       | Nuances                  | Premier tour | Premier tour | Second tour | Second tour |
| Candidat                 | Candidat                 | Parti et coalition       | Nuances                  | Voix         | %            | Voix        | %           |
| ------------------------ | ------------------------ | ------------------------ | ------------------------ | ------------ | ------------ | ----------- | ----------- |
|                          | Sacha Houlié             | RE (ENS)                 | ENS                      | 18 855       | 33,21        | 23 895      | 41,90       |
|                          | Valérie Soumaille        | LFI (NFP)                | UG                       | 16 254       | 28,63        | 18 666      | 32,73       |
|                          | Estelle Chevallier       | RN                       | RN                       | 13 864       | 24,42        | 14 473      | 25,38       |
|                          | Aurélien Bourdier        | PS diss.                 | DVG                      | 5 723        | 10,08        |             |             |
|                          | Xavier Augay             | SE                       | DVD                      | 1 658        | 2,92         |             |             |
|                          | Agnès Chauvin            | LO                       | EXG                      | 413          | 0,73         |             |             |
|                          |                          |                          |                          |              |              |             |             |
| Votes valides            | Votes valides            | Votes valides            | Votes valides            | 56 767       | 97,57        | 57 034      | 97,43       |
| Votes blancs             | Votes blancs             | Votes blancs             | Votes blancs             | 896          | 1,54         | 1 076       | 1,84        |
| Votes nuls               | Votes nuls               | Votes nuls               | Votes nuls               | 516          | 089          | 430         | 0,73        |
| Total                    | Total                    | Total                    | Total                    | 58 179       | 100          | 58 540      | 100         |
| Abstention               | Abstention               | Abstention               | Abstention               | 22 028       | 27,46        | 21 679      | 27,02       |
| Inscrits / participation | Inscrits / participation | Inscrits / participation | Inscrits / participation | 80 207       | 72,54        | 80 219      | 72,98       |

#### Département de la Vienne
- La fiche de l'INSEE de cette circonscription : « Tableaux et Analyses de la deuxième circonscription de la Vienne », sur insee.fr, site de l'Institut national de la statistique et des études économiques (consulté le 10 juin 2007) [PDF]

- « Tous les députés du département de la Vienne depuis 1789 », sur assemblee-nationale.fr, site de l'Assemblée nationale française (consulté le 10 juin 2007)

- « Informations contentieuses sur le département de la Vienne (Élections législatives de 2002) »(Archive.org • Wikiwix • Archive.is • Google • Que faire ?), sur conseil-constitutionnel.fr, site du Conseil constitutionnel (consulté le 13 juin 2007)

#### Circonscriptions en France
- « Carte des circonscriptions législatives en France », sur assemblee-nationale.fr, site de l'Assemblée nationale française (consulté le 10 juin 2007)

- « Résultats électoraux officiels en France », sur interieur.gouv.fr, site du ministère de l'Intérieur (France) (consulté le 13 juin 2007)

- Description et Atlas des circonscriptions électorales de France sur http://www.atlaspol.com, Atlaspol, site de cartographie géopolitique, consulté le 13 juin 2007.